# Western Suburbs (NSW)
El Western Suburbs SC fue un equipo de fútbol de Australia que jugó en la National Soccer League, la desaparecida primera división nacional.

## Historia
Fue fundado en el año 1964 en la ciudad de Sídney como equipo de la New South Wales Amateur Division B. En 1970 juega en la New South Wales Division 2, liga en la que en solo una temporada logra el ascenso a la New South Wales Division 1 como campeón.
Se mantuvo en la liga hasta 1976 ya que fue uno de los equipos fundadores de la National Soccer League en 1977, pero desaparece al finalizar la temporada de 1978 luego de que se fusiona con el APIA Leichhardt Tigers FC.

## Palmarés
- New South Wales Division 2 (1): 1970
- Ampol Cup (2): 1971, 1976

## Jugadores

### Jugadores destacados
| - Peter Wilson - Colin Curran | - Dave Harding - Brian O'Donnell |